# EcoRII

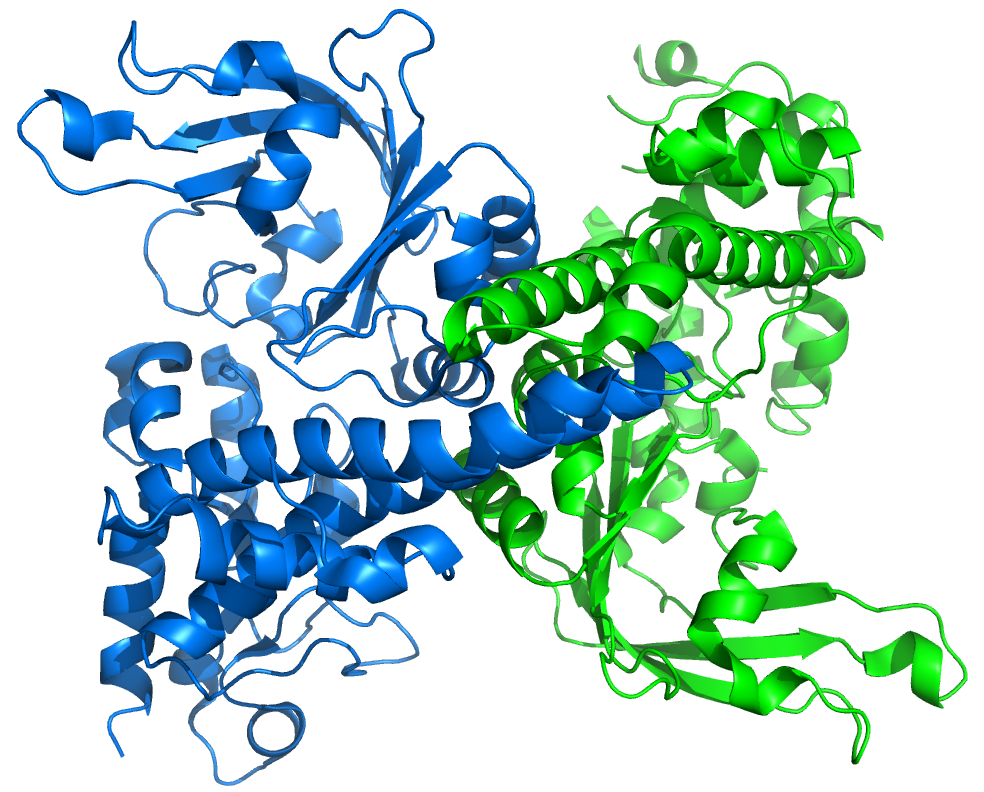
Struktura dimeru EcoRII

EcoRII (wym. [eko er dwa]) – endonukleaza wyizolowana ze szczepu R245 pałeczki okrężnicy, gdzie jest składnikiem układu modyfikacji restrykcyjnych. Ma masę cząsteczkową 42,5 kDa i zbudowana jest z 402 aminokwasów.

## Mechanizm działania
EcoRII jest endonukleazą restrykcyjną typu IIE, oddziałującą z dwiema lub trzema kopiami pseudopalindromowej sekwencji dwuniciowego DNA, gdzie jedna z nich jest substratem cięcia, a pozostała (pozostałe) służy jako aktywator allosteryczny. Przy cięciu DNA enzym tworzy końce lepkie. Rozpoznawana i cięta jest sekwencja 5'-NN▼CCWGGNN-3' (nić komplementarna 3'-NNGGWCC▲NN-5', gdzie W to A lub T, a N oznacza dowolny nukleotyd).

## Struktura
Na podstawie badań rentgenograficznych poznana została struktura enzymu z rozdzielczością 2,1 Å. Monomer enzymu zawiera dwie domeny: N-końcową i C-końcową połączone rejonem zawiasowym w postaci pętli.

### Domena wiążąca efektor
N-końcowa domena wiążąca sekwencje efektorowe (aktywatorowe) ma archetypowy motyw pseudobaryłki z wyraźną bruzdą. Symulacje przestrzenne wykazały, że jest to motyw ewolucyjnie spokrewniony z:
- wiążącą DNA domeną B3 obecną w czynnikach transkrypcyjnych roślin wyższych[7]
- C-końcową domeną endonukleazy restrykcyjnej BfiI[8].

### Domena katalityczna
C-końcowa domena ma zgięcie typowe dla endonukleaz restrykcyjnych i należy do dużej (ponad 30 członków) superrodziny domen katalitycznych tych enzymów.

## Mechanizm autoihnibicji
Dopasowania strukturalne i mutageneza ukierunkowana pozwoliły zidentyfikować w dimerze enzymatycznym domniemane miejsce aktywne z motywem PD..D/EXK. Domena katalityczna w nieaktywnym enzymie (z niezwiązanym DNA) jest przestrzennie zablokowana przez domeny N-końcowe.